# Јулија Цезарис (супруга Гаја Марија)
Јулија Цезарис (лат. Iulia Caesaris, 130. п. н. е. - 69. п. н. е.) била је римска племкиња из доба касне Републике, најпознатија по томе што је била супруга знаменитог војсковође и вође популара Гаја Марија и тетка Јулија Цезара.
Била је ћерка Гаја Јулија Цезара II и Марције, кћери конзула Квинта Марција Рекса. Њена браћа су били Гај Јулије Цезар III (отац Јулија Цезара) и Секст Јулије Цезар III. Око 110. п. н. е. се удала за Марија, а према Плутарху, управо је брак са чланицом угледне патрицијске породице омогућио скромном Марију да стекне утицај у Сенату. С њим је имала истоименог сина.
У Риму је уживала статус крепосне жене, а углед јој је био толики да је Сула, након доласка на власт и ликвидације присталица свога непријатеља, одлучио да јој поштеди живот. Када је умрла 69. п. н. е. посмртни говор јој је одржао млади Јулије Цезар.